# Fiat CR.32
Fiat CR.32 (Freccia) bylo italské dvouplošné jednomotorové jednomístné stíhací letadlo. CR.32 byl hlavním stíhacím typem italského královského letectva během Španělské občanské války. Byl druhým nejrozšířenějším italským typem na samém začátku druhé světové války a dočkal se omezeného nasazení při nočních operacích v Řecku a Libyi ještě v roce 1942.

## Vznik
Konstrukce CR.32 začala vznikat koncem roku 1931 a přímo navazovala na typ CR.30. Pohon zajišťoval motor Fiat A.30RA o maximálním výkonu 441 kW s dvoulistou na zemi stavitelnou vrtulí. Výzbroj tvořila dvojice synchronizovaných kulometů Breda-SAFAT ráže 7,7 mm v trupu před kokpitem. První prototyp vzlétl v Turíně 28. dubna 1933, následné úspěšné testy vedly k objednávce sériové výroby.

## Vývoj

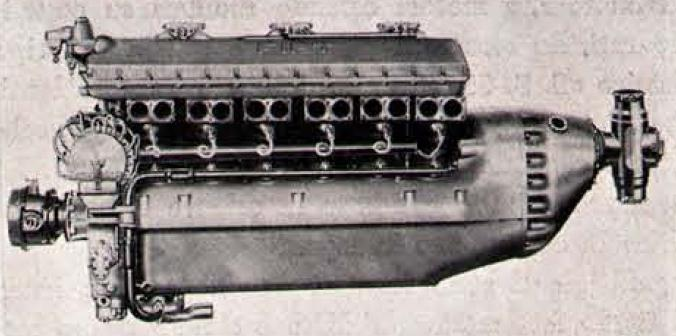
Letecký motor Fiat A.30R

Po výrobě 369 kusů základní verze CR.32, která běžela od března 1934, byla zahájena produkce verze CR.32bis. Kromě trupových kulometů Breda-SAFAT ráže 12,7 mm byl vyzbrojen také dvojicí kulometů ráže 7,7 mm v pouzdrech na vrchní straně spodního křídla. Pohonnou jednotku tvořil upravený motor Fiat A.30RA bis o maximálním výkonu 441 kW. Celkem vzniklo 328 kusů. Citelný pokles výkonů díky zvýšené hmotnosti o 120 kg vedl k demontáži křídelních kulometů u části strojů, u dalších došlo k náhradě jednoho velkorážového kulometu v trupu zbraní ráže 7,7 mm.
Od července do prosince roku 1937 probíhala výroba 150 exemplářů verze CR.32ter se zpevněnou konstrukcí draku. Výzbroj byla redukována na standardní dva kulomety v trupu ráže 12,7 mm.
Od ledna 1938 do začátku roku 1939 běžela výroba poslední verze CR.32quater s odlehčenou konstrukcí. Pod příď trupu přibyl pomocný chladič vody, což mělo pomoci při nasazení v tropických oblastech. Výzbroj nadále tvořila dvojice kulometů ráže 12,7 mm, avšak se zásobou střeliva zvětšenou na 400 nábojů. Celkem bylo vyrobeno 393 strojů. Od konce roku 1938 byla hlavňová výzbroj všech verzí unifikována na jeden kulomet ráže 12,7 mm a jeden 7,7 mm.

## Nasazení

### Druhá čínsko-japonská válka
V roce 1933 bylo 16 kusů CR.32 zakoupeno Čínou a nasazeno s počátečním úspěchem proti útočícímu Japonsku. Do pádu čínského hlavního města v roce 1937 byly všechny ztraceny.

### Španělská občanská válka
Od roku 1936 bylo větší množství CR.32 a následně CR.32bis a quater nasazeno v občanské válce ve Španělsku. Nejdříve vznikl v prosinci 1936 tříčlenný roj Patrulla Azul vedený J. G. Moratem. Koncem března 1937 byla zformována 1-E-3, první španělská letka Fiatů CR.32, vedená opět Moratem. O měsíc později ji následovala 2-E-3 (bývalá 2-E-2) s velitelem Á. Salasem. Začátkem května vznikla první skupina CR.32 2-G-3, která byla složena z prvních dvou letek. Další, 3-G-3, byla založena v lednu 1938 pod velením J. I. Montíse. Byla tvořena ze 3. a 4. letky CR.32, které byly založeny v prosinci 1937. V srpnu 1938 vstoupila do bojů nezávislá letka 8-E-3 s šesti stroji CR.32.

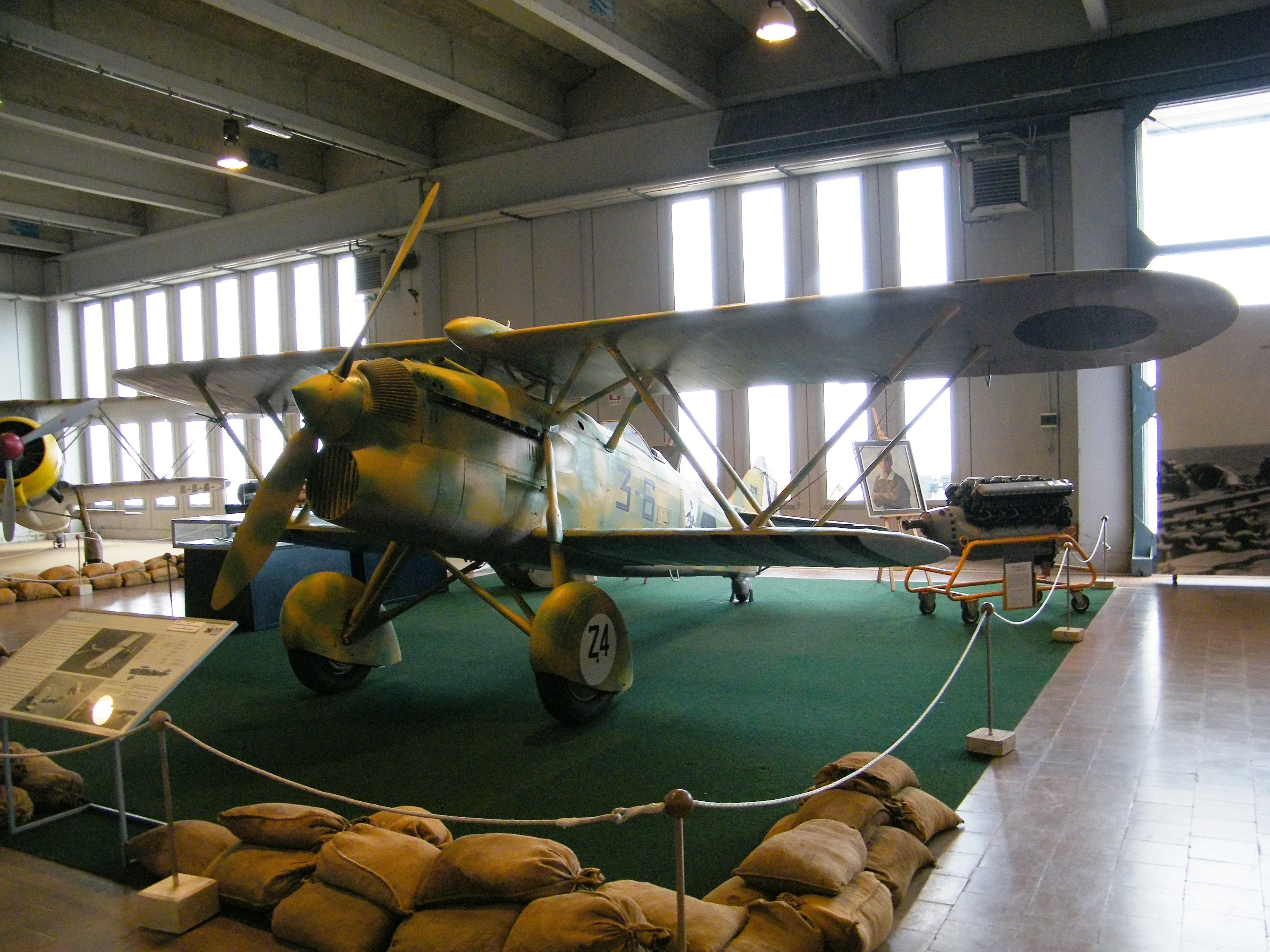
Fiat CR.32 (3-6), XVI.Gruppo „La Cucaracha“, Aviazione Legionaria

Italská letecká účast ve Španělsku nejprve probíhala jako součást Aviación de el Tercio. Již v srpnu 1936 vznikla s CR.32 1. Escuadrilla de Caza pod velením kapitána V. Dequala. Další CR.32 umožnily v září vytvořit 2. letku s velitelem kapitánem D. Oliverou. Na přelomu září a října 1936 vznikla 3. italská letka vyzbrojená CR.32. V prosinci 1936 bylo celé italské stíhací letectvo ve Španělsku zařazeno do nově zformovaného kontingentu Aviazione Legionaria. Letky pak nesly italské označení 24., 25. a 26. Squadriglie v XVI. Gruppo, jemuž velel major T. Fagnani. Nové dodávky CR.32 posloužily začátkem května 1937 k založení skupiny VI. Gruppo (od roku 1938 „Gamba di Ferro“) s 31., 32. a 33 Squadriglií a XXIII. Gruppo „Asso di Bastoni“ složené z 18., 19. a 20. Squadriglie. V listopadu 1937 vznikla skupina X. Gruppo Autonomo Baleari, složená z 101. a 102. Squadriglie s asi 30 CR.32. V lednu 1938 obdržela Aviazione Legionaria 12 CR.32bis, které utvořily nezávislou letku Squadriglia Autonoma Mitragliamento Frecce, vedenou kapitánem Gosilou

### Maďarsko a Rakousko
Celkem 76 letounů CR.32 bylo zařazeno do Maďarského královského letectva, 45 strojů verze bis převzalo Rakousko. Osm strojů quater z výzbroje italského letectva bylo v květnu 1938 dodáno do Maďarska.[zdroj⁠?!]
Dne 25. října 1938 sestřelil poručík László Pongrácz československý pozorovací letoun Š-328.237. Maďarsko též nasadilo své CR.32 v „malé válce“ se Slovenskem v březnu 1939.

### Jižní Amerika
Z celkové produkce CR.32quater koupila 5 Paraguay a 9 Venezuela.

### Itálie a Afrika
Dne 10. června 1940, v den vstupu Itálie do druhé světové války, bylo ve stavu Regia Aeronautica 294 letounů CR.32 všech verzí z toho 177 bojeschopných. Většina byla dislokována u jednotek v Albánii, na Sardinii, Sicílii a na ostrovech v Egejském moři. Největší bojové nasazení CR.32 proběhlo v severní a východní Africe. V okamžiku zapojení Itálie do války se v Libyi nacházelo 36 letounů CR.32, zejména verze quater, u letek 8° Gruppo C.T., podléhající 2° Stormo. Na počátku července 1940 převzal plně stíhací úlohy typ Fiat CR.42 a uvolněné CR.32 přešly k 50° Stormo Assalto, kde plnily úkoly stíhacích bombardérů. Poslední kusy dolétaly v severní Africe v lednu 1941.
V Italské východní Africe bylo na počátku války umístěno 34 CR.32quater, z nichž bylo 18 v operační službě. Sloužily u 410° a 411° squadriglie. Ještě na počátku roku 1941 bylo 17 letuschopných a 5 v opravě. Poslední dva byly zničeny v dubnu 1941. Jeden CR.32quater ukořistila jihoafrická vojska přičemž následně sloužil u SAAF do listopadu 1942.

## Varianty letounu
- CR.32 – základní verze

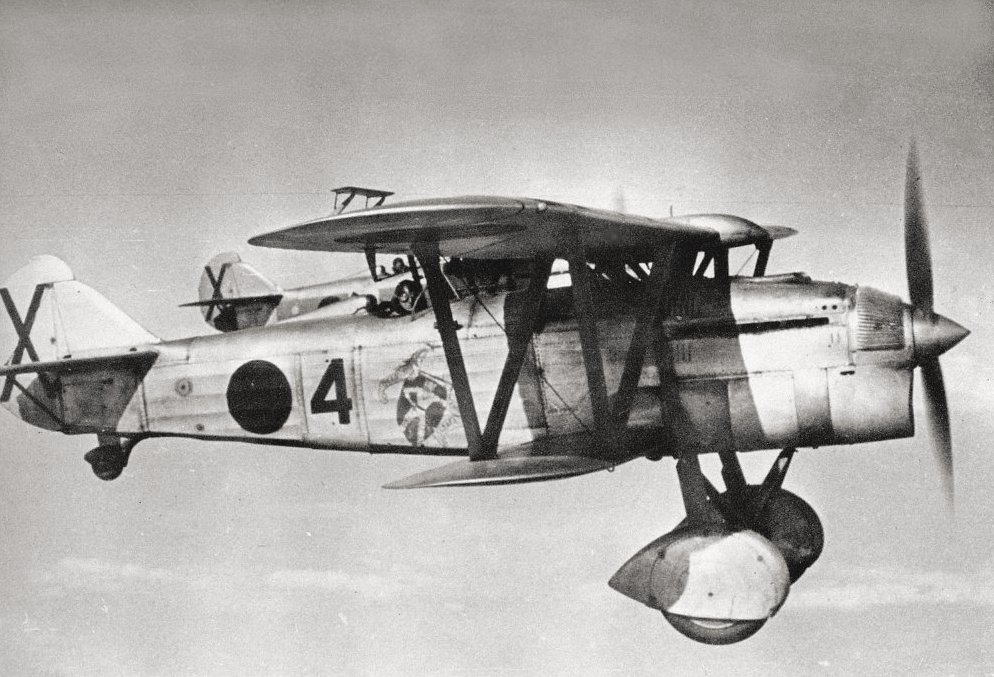
Fiat C.R.32 z X. Gruppo „Baleari“

- CR.32 bis – od roku 1934, větší hmotnost, pomalejší, přidány dva kulomety 7,7 mm na spodní křídlo, větší palivové nádrže
- CR.32 ter – od roku 1937, menší technické úpravy, standardní výzbroj
- CR.32 quater – od roku 1938, rádiové vybavení, standardní výzbroj
- HA-132-L Chirri – licenční verze vyráběná ve Španělsku firmou Hispano-Suiza
- CR.33
- CR.40

## Specifikace (C.R.32quater)

Fiat CR.32

Údaje podle

### Technické údaje
- Osádka: 1
- Délka: 7,45 m
- Rozpětí: 9,50 m
- Výška: 2,63 m
- Plocha křídel: 22,10 m²
- Hmotnost prázdného letounu: 1 386 kg
- Vzletová hmotnost: 1 905 kg
- Pohonná jednotka: 1 × dvanáctiválcový vidlicový motor Fiat A.30RA bis
- Výkon pohonné jednotky:: 441 kW

### Výkony
- Maximální rychlost: 356 km/h
- Dolet: 796 km
- Dostup: 7550 m
- Stoupavost: 8,3 m/s

### Výzbroj
- 2 x kulomet Breda-SAFAT ráže 7,7 mm
- Dva závěsy pro dvě malé pumy (po 50 kg)

## Uživatelé
- Rakousko
- Čína
- Maďarsko
- Itálie
- Paraguay

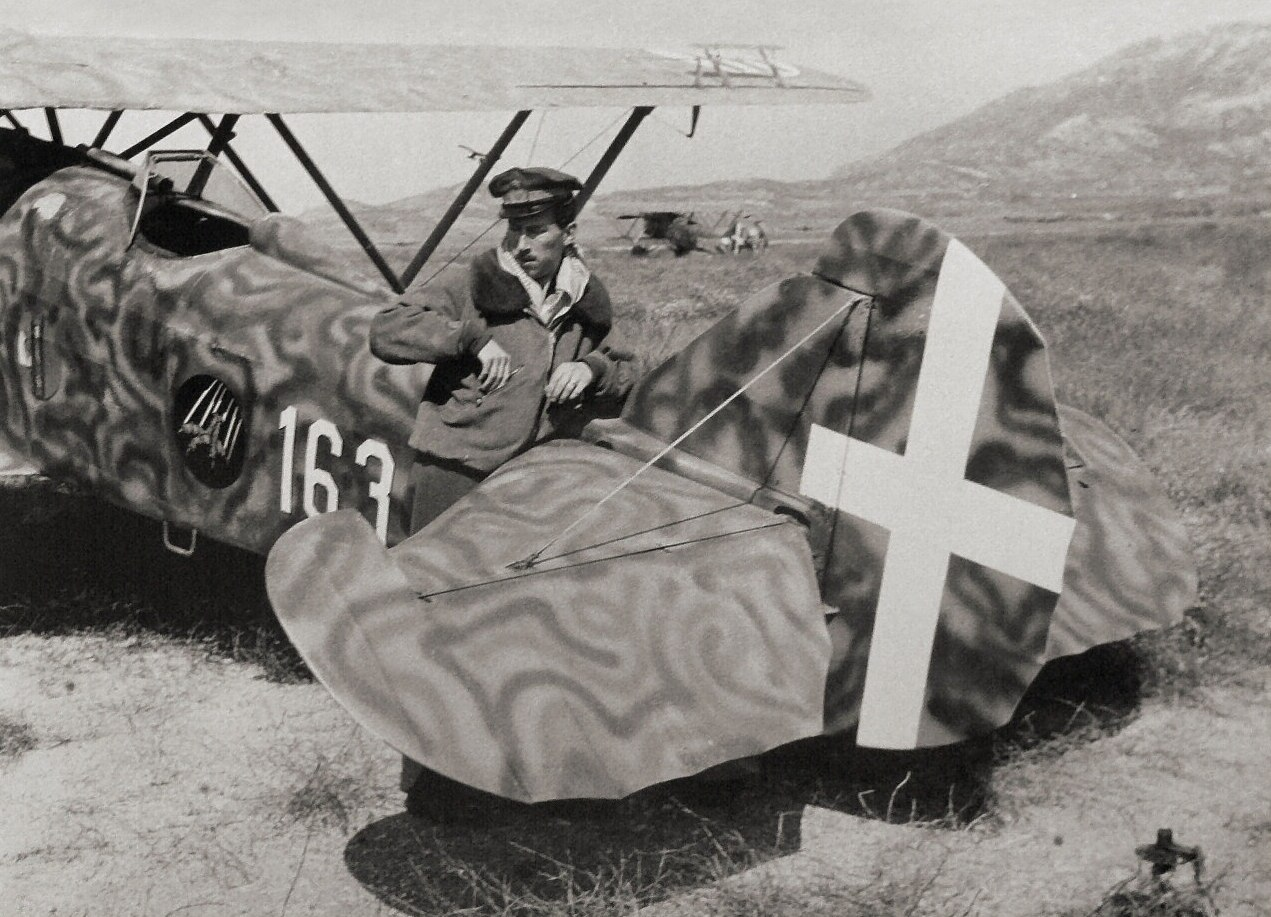
Capt. Mario D'Agostini u svého Fiatu CR.32, Rhodos, Italské království, 1940

- Španělsko (60 CR.32ter, 27 CR.32quater, 100 licenčních HAL-32 L Chirri)
- Venezuela